# Міжалельна комплементація
Міжалельна комплементація — тип взаємодії алельних генів, що спостерігається у компаундів (гетерозигота у випадку множинного алелізму — а1а2, а2а3 тощо) якщо продуктом мутантного гену а слугує поліпептид, який є субодиницею білка-гомомультимера (значно рідше — гетеромультимера). Поєднання у компаунда двох рецесивних алельних генів, кожен з яких кодує мутантний поліпептидний ланцюг, іноді призводить до відтворення ознак дикого типу, бо із двох типів частково ушкоджених субодиниць збирається четвертинний білок із майже нормальними функціями. Якщо збірка четвертинного білка у компаунда здійснюється із таких субодиниць, здатних компенсувати функціональну активність одна одної, то ферментативна активність цього білка принаймні частково буде відновлена. Тому схрещування двох фенотипово однакових мутантів призводить до утворення гібридів F1 з диким фенотипом:
♀а1а1 х ♂а2а2 → а1а2
мутант       мутант    дикий тип
Міжалельна комплементація дуже нагадує комплементарність, але, на відміну від неї, взаємодіють алельні гени.
Прикладом міжалельної комплементації є успадкування у дріжджів Saccharomyces cerevisiae активності ферменту фосфорибозиламіноімідазолкарбоксилази, що відповідає за один з етапів біосинтезу пуринів.  Мутантні алелі а1 і а2 зумовлюють відсутність активності даного ферменту, тому мутантні за одним з алелей особини змушені поглинати екзогенний аденін  і субстрат разом з ними, а останній, накопичуючись у клітинах, зумовлює їх червоний колір. У нормальних форм аа, а також, у мутантних по двом алелям а1а2 , зберігається білий колір, оскільки фермент синтезується нормально.